# 高橋小十郎
高橋 小十郎（たかはし こじゅうろう、1845年2月9日（弘化2年1月3日）- 1911年（明治44年）9月5日）は、明治期の実業家、政治家。旧名・小野田久助。

## 経歴
三河国渥美郡高塚村（愛知県渥美郡高塚村、豊南村、高塚村、高根村、高豊村を経て現豊橋市高塚町）で、小野田久二郎の二男として生まれた。同村、小野田吉次郎の寺子屋で学んだ。1854年（安政元年）吉田（豊橋）船町の回漕肥料店・高橋小十郎家に奉公した。1870年（明治3年）主人、高橋小十郎が死去し、跡取り不在のため高橋家を継承し、小十郎を襲名した。
継承した回漕業の経営を次第に拡大し、豊橋一の回漕問屋に成長させた。また、豊橋市街第一番組長会議員、渥美郡町村連合会議員、豊橋商談会議員、豊橋町会議員、豊橋商業会議所常議員、豊橋米穀取引所監査役などを務めた。
1894年（明治27年）9月、第4回衆議院議員総選挙（愛知県第11区、立憲革新党）で当選し、その後、進歩党に所属し衆議院議員に1期在任した。
その後、1898年（明治31年）三遠銀行頭取、1907年（明治40年）豊橋商業会議所会頭にそれぞれ就任した。

## 親族
- 養嗣子 高橋小十郎（実業家、豊橋市長）[1][2]